# 天正壬午之亂
天正壬午之亂，發生自天正10年(1582年)6月間至10月29日，在甲斐、信濃、上野等地展開的德川、北條、上杉等勢力間的戰爭。

## 背景
天正10年3月，經過武田征伐後，自甲斐至信濃、駿河、上野諸國劃入織田勢力，織田信長將這些領地分封給家臣，甲斐一國西南部的八代、巨摩二郡由武田親族的穴山梅雪統治，其他則封賞給河尻秀隆。信濃封給森長可等人、上野則封與瀧川一益，駿河由贈與盟友德川家康，曾在戰中出力的北條家僅獲信長讚譽「在駿河幹得不錯。」而一無所獲。
6月發生了本能寺之變，信長死亡。時德川家康正與穴山梅雪訪問堺，連忙經伊賀逃亡，較晚出發的穴山梅雪在木津川畔遇害，家康則有驚無險逃回三河。同時不滿河尻秀隆統治的甲斐國人發起了一揆暴動，河尻秀隆戰死，信濃的森長可亦被迫退回美濃。之後，北條氏趁機侵入上野與甲斐東南，並在上野武藏國境的神流川擊潰瀧川一益（神流川之戰），一益放棄上野逃回伊勢。另一方面，無人守備的信濃即遭到上杉家侵略。

## 經過
信長的死訊陸續傳到各國，處於統治空窗期的武田舊領中，開始了德川、北条、上杉、以及伺機獨立的真田的對立。家康在6月4日回到岡崎後發起光秀討伐軍，同時以支援河尻秀隆的名義派人至甲斐接收已故穴山梅雪的領土，並發函至信州佐久城的舊臣依田信蕃處，依田立刻廣發檄文，召集了武田遺臣900進入小諸城。家康讓前往討伐光秀的部隊駐紮在鳴海城。
然而，明智光秀被羽柴秀吉討伐的消息在15日傳到後，家康派酒井忠次前往證實消息屬實，在21日將軍隊調回濱松城，命酒井忠次、奧平信昌前進信州路，自己則在7月9日到達甲府城，除了被北條奪去的地區以外，確保了南信濃。
北条主力在驅逐瀧川一益後越過了碓冰嶺，6月26日平定了佐久郡諸勢力，7月9日向真田昌幸表達友好之意。此後上野方面終於安定下來，北条的主力開始瞄準了信濃及甲斐，隨後收歸了木曾義昌及諏訪賴忠勢力，將半個信濃納入勢力範圍。接著遇到的對手是上杉景勝，上杉軍自追擊森長可後便駐守在信濃，且因為在御館之亂後對北條一直存有敵意，而擺出了應戰態勢，兩軍在川中島對峙。北條懼怕景勝與家康聯合，故提出將北信濃4郡讓給上杉方的條件，兩軍達成和議，北條氏直進入自依田信蕃處奪來的小諸城。
北条與上杉講和後，剩下的對手僅有德川軍。8月1日，正在攻擊諏訪賴忠的高島城的酒井忠次（3,000名）聽到北條大軍來襲的消息後，立刻退往甲斐，在43,000名敵軍追擊下成功撤回新府城，北條軍進入甲斐，在若神子布陣，與新府城的德川家康對峙。10日，家康命令府中城的鳥居元忠（2,000名）移往新府城，德川軍隊達到8,000人。另一方面，北條方的北條氏忠、北條氏勝駐紮御坂嶺，北条氏邦隊亦在秩父伺機而動。依田信蕃則在北条軍侵入甲斐的同時，開始了襲擊其補給隊的作戰。
8月12日，北條氏忠、氏勝隊（10,000人）為了攻擊家康背後，朝甲斐東部進軍，鳥居元忠、三宅康貞、水野勝成率2000士兵在黑駒一帶應戰，斬殺了300人，將北條軍擊退（黑駒合戰）。此戰以後，戰局開始對北條軍不利。8月22日木曾義昌倒向德川軍，9月因北條上杉談和而脫離北條的真田昌幸與依田信蕃隊結合，家康再加入曾根昌世強化依田軍；10月，真田昌幸擊敗了禰津氏，信蕃則驅逐了小諸城的大道寺政繁；接著南信濃的木曾義昌進入小笠原貞慶舊領深志城（現今的松本市）。且所有領主表態臣服，形成北條軍被圍困的局面。

## 和議
依田信蕃、真田昌幸的奇襲作戰成功的截斷北條軍的補給線，北條軍在將上野與佐久郡僅有的軍力投入後亦無法挽回頹勢，尤其關東平原的佐竹義重此時又開始蠢蠢欲動，使北條終於決定與德川講和。10月29日締結和議，內容如下：
一、氏直迎娶家康之女督姬。 
二、甲斐、信濃歸家康所有，上野則放任北條侵吞，互不干涉。
戰爭至此告一段落。

## 戰後發展
依田信蕃不久後戰死，真田昌幸則以新築的上田城為據點，以上杉氏為後盾拒絕接受德川氏支配，這乃是因為昌幸除了信濃外在上野沼田亦有領地，而無法接受合約中信濃歸德川氏管轄，上野歸北條氏管轄的決定。德川家康於是在1585年（天正13年）進攻上田城，但遭到真田軍擊敗。此即第一次上田城之戰。
1589年（天正17年），豐臣秀吉命令真田昌幸將沼田週邊的真田氏領地轉讓北條氏，然而北條氏仍不放棄併吞真田剩下的地盤，最終演變成小田原之役。
德川獲得武田舊領後，家臣井伊直政在武田遺臣的協助下，仿舊武田軍制中的赤備成立了後來著名的「井伊赤備」。